# Kenji Yamamoto (compositore 1964)
Kenji Yamamoto (山本 健志?, Yamamoto Kenji; 25 aprile 1964) è un compositore giapponese di colonne sonore per videogiochi.
Si è reso noto in tutto il mondo noto per aver composto musica per molti titoli di famosi videogiochi esclusivi della casa di intrattenimento Nintendo.
Yamamoto utilizza principalmente batteria pesante, pianoforte, canto, e la chitarra elettrica.
Le composizioni che lo hanno reso famoso sono quelle per la serie Metroid.

## Discografia
1987
- Mike Tyson's Punch-Out!!

1988
- Famicom Tantei Club: Kieta Kōkeisha

1989
- Famicom Tantei Club Part II: Ushiro ni Tatsu Shōjo

1994
- Super Metroid

1995
- Galactic Pinball

1999
- Famicom Bunko: Hajimari no Mori

2001
- Mario Kart: Super Circuit

2002
- Sakura Momoko no Ukiuki Carnival
- Metroid Fusion
- Metroid Prime

2004
- Metroid Prime 2: Echoes
- Metroid: Zero Mission

2005
- Advance Wars: Dual Strike
- Metroid Prime Pinball

2006
- Excite Truc
- Metroid Prime Hunters

2007
- Metroid Prime 3: Corruption